# 陕西山楂
陕西山楂（学名：Crataegus shensiensis）是蔷薇科山楂属的植物，是中国的特有植物。分布于中国大陆的陕西等地，目前尚未由人工引种栽培。